# Kanton Roubaix-Nord
Kanton Roubaix-Nord (francouzsky Canton de Roubaix-Nord) je francouzský kanton v departementu Nord v regionu Nord-Pas-de-Calais. Tvoří ho dvě obce.

## Obce kantonu
- Roubaix (severní část)
- Wattrelos (část)